# Вабля (Киевская область)
Вабля (укр. Вабля) — село, входит в Бородянский район Киевской области Украины.
Население по переписи 2001 года составляло 235 человек. Почтовый индекс — 07842. Телефонный код — 4577. Занимает площадь 10 км². Код КОАТУУ — 3221086802.

## Местный совет
07842, Киевская обл., Бородянский р-н, с. Новая Гребля, ул. Комсомольская, 63а